# Koprofilija
Koprofilija (od grčkih riječi κόπρος, kópros - izmet i φιλία, filía - sklonost), također poznata i kao scat, parafilija je u kojoj seksualno zadovoljstvo pruža izmet.

## Vanjske poveznice
- Coprophilia; a clinical study. PMID 14389628